# Джон-Крол, Луиза
Луиза Джон-Крол (англ. Louisa John-Krol; род. в 1966 году, Джунортаун (англ.), Виктория, Австралия) — австралийская поэтесса, музыкант, художница и сторителлер. Музыкальный стиль характеризуется как сложный синтез этериал-вейва, неоромантизма и фейри-фолка; отдельными критиками обозначается как «этно-готика». Тексты её песен вдохновлены преимущественно мифологическими и сказочными сюжетами; встречаются многочисленные обращения к мотивно-образным рядам ренессансной и романтической художественной литературы.

## Дискография

### Альбомы
- Argo (1996)
- Alexandria (2000)
- Ariel (2002)
- Alabaster (2003)
- Apple Pentacle (2005)
- Alexandria (перевыпущен в 2007)
- Djinn (2008)

До 2008 года названия всех сольных альбомов начинались с буквы А.

### Совместные альбомы
- Love Sessions (2002) — совместно с Daemonia Nymphe, Gor & Lys
- Artemis Asphodel (2004) — совместно с Saaroth
- Spyros Giasafakis — с Кристианом Вольцем из Daemonia Nymphe (2004)
- Ghost Fish (2005) — с Daemonia Nymphe и Никодемосом Триаридисом
- Stella Maris (2005) — с Alquimia & Kerstin Blodig
- Wintersilence — с Mathias Grassow (2004)
- I Hear the Water Dreaming (2005) — с Oöphoi & Марком Кролом
- Destroying the World to Save It (2005) — совместно с Ikon

### Синглы
- The Green Lady (2016)